# 기니풀밭쥐
기니풀밭쥐(Arvicanthis rufinus)는 쥐과에 속하는 설치류의 일종이다. 베넹과 가나, 토고에서 발견되며, 중앙아프리카공화국과 코트디부아르, 기니, 라이베리아, 시에라리온에서도 서식하는 것으로 추정하고 있다. 자연 서식지는 습윤 사바나 지역과 아열대 또는 열대 기후 지역의 건조 관목 지대와 습윤 관목 지대, 경작지, 목초지, 도시 지역이다.